# Deus, ecce deus
La locuzione latina Deus, ecce deus, tradotta letteralmente, significa il Dio, ecco il Dio (Virgilio, Eneide, VI, 46).
È l'esclamazione della Sibilla Cumana quando, di fronte ad Enea, si sente invasa dall'influenza profetica del dio Apollo.
Nell'uso corrente simboleggia l'ispirazione poetica: Deus, ecce deus! (Ecco l'ispirazione, ecco l'estro poetico!).
Ecce Deus è invece il titolo di un romanzo storico scritto dallo scrittore italiano Andrea B. Nardi e pubblicato nel 2006 da Robin che tratta del Concilio di Nicea del 325, nel quale l'imperatore Costantino venne coinvolto nella lotta sulla questione ariana, ossia sulla natura divina o meno di Gesù Cristo, che lo vedeva opposto ai vescovi cristiani.